# STANDARD (藤井フミヤのアルバム)
『STANDARD』（スタンダード）は、藤井フミヤの1枚目のベスト・アルバム。1996年12月16日にポニーキャニオンより発売された。

## 収録曲
1. TRUE LOVE [3:52]
2ndシングル。
2. Little Sky [6:09]
6thシングル「タイムマシーン」カップリング曲。
3. 女神（エロス） [3:21]
3rdシングル。
4. DAYS [6:30]
5thシングル。
5. 落陽 [4:07]
1stアルバム『エンジェル』収録曲。
6. Pink Champagne （Instrumental）[4:27]
4thシングル「エンジェル」カップリング曲。
7. Sunshine [5:00]
3rdアルバム『TEARS』収録曲。
8. Hello my tears [3:57]
9thシングル「GIRL FRIEND」カップリング曲。
9. Labyrinth [6:09]
7thシングル「ハートブレイク」カップリング曲。
10. Another Orion [4:52]
10thシングル。